# Molly (Lil Pump)
Molly è un singolo del rapper statunitense Lil Pump, pubblicato il 26 giugno 2017. 

## Tracce
1. Molly – 2:03